# Hamilton (Dakota Północna)
Hamilton – miejscowość w Stanach Zjednoczonych, w stanie Dakota Północna, w hrabstwie Pembina.